# Gare de Limone
La gare de Limone est une gare ferroviaire italienne de la ligne de Coni à Vintimille (ligne dont la voie est établie en France ou en Italie suivant les sections), située à proximité du centre ville sur le territoire de la commune de Limone Piemonte, dans la Province de Coni en Piémont.
C'est une gare Trenitalia desservie par les trains voyageurs circulant sur la ligne. 

## Situation ferroviaire
Établie à 1 004 mètres d'altitude, la gare de Limone est située au point kilométrique (PK) 31,801 de la ligne de Coni à Vintimille, entre les gares de Vernante (en Italie) et de Viévola (en France).

## Histoire
La station est mise en service en 1891

## Service des voyageurs

### Accueil
Elle dispose d'un bâtiment voyageurs, avec notamment une salle d'attente et un automate pour l'achat de titres de transport.

### Desserte
Limone est desservie par des trains Trenitalia sur les relations Coni - Vintimille et Fossano - Limone.